# كانسون

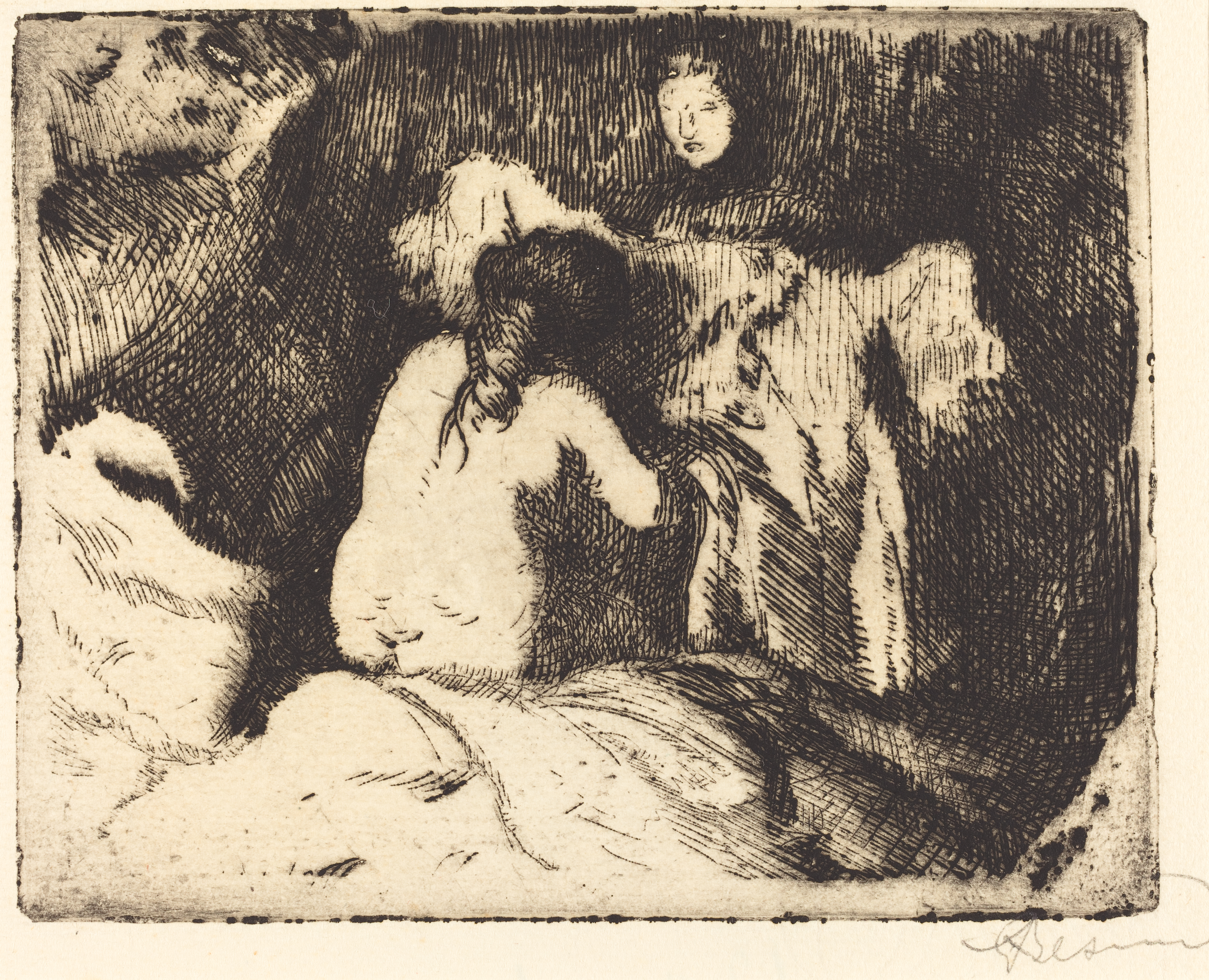
تنميش بول ألبرت بيسنارد مطبوع على ورق كانسون.

من أكثر أنواع الورق شيوعا بين الرسامين، خصوصا رسامي القلم الرصاص والفحم بأنواعه، ويتميز بنعومة الملمس إلى حد كبير، وإن كان ملمسه السطحي أكثر خشونة من أنواع أخرى كـ بريستول.
تجاريا يعد من الأنواع جيدة الثمن، ويتواجد في الأسواق بألوان عديدة أبرزها الأبيض والأسود> والمقاس الاعتيادي 100 * 70 سم
يفضل الفنانين استخدامه بكثرة أكثر من غيره عند عمل الرسوم التحضيرية، والدراسات السريعة لـ الطبيعة الصامته أو الموضوعات الحيةLife drawing أو الرسم المباشر من الطبيعة.

## نبذة تاريخية
تعد شركة كانسون من أعرق الشركات المتخصصة في مجال صناعة الورق، أسست في فرنسا عام 1557، أسستها عائلة مونتجولفير Montgolfier  ، وتنتشر فروعها اليوم في أكثر من 150 دولة حول العالم
و بالرغم من أن الشركة تنتج أكثر من 100 نوع من الورق، إلا أن الورق الشفاف وورق الرسم هما الأكثر شيوعا في الاستخدام.
الكثير من كبار الفنانين استخدموا هذا الورق، ومن أبرزهم المصور الفرنسي الكبير ديلاكروا Delacroix والمصور الهولندي فان جوخ Van Gogh

## مواقع خارجية
الموقع الرسمي لكانسون